# Croscombe
Croscombe est un village et une paroisse civile du Somerset, en Angleterre.
Il est situé dans la vallée de la Sheppey (en), à 3 km à l'ouest de la ville de Shepton Mallet et à 6 km à l'est de la cité de Wells. Administrativement, il relève du district de Mendip.

## Toponymie
Croscombe dérive de l'hydronyme celtique Cori, de sens incertain, auquel est suffixé l'élément vieil-anglais cumb « vallée » (cf. l'anglais moderne combe). Ce nom est attesté pour la première fois en 705 sous la forme Correges cumb. Dans le Domesday Book, compilé en 1086, le village figure sous le nom de Coriscoma.

## Histoire
La première mention de Croscombe dans les sources écrites est une charte émise par Ine, roi des Ouest-Saxons, en 705. Cette charte enregistre un don de plusieurs terrains, dont un situé près de Croscombe, à l'abbaye de Glastonbury et son abbé Beorhtwald.

## Démographie
Au recensement de 2011, la paroisse civile de Croscombe comptait 603 habitants.

## Culture locale et patrimoine

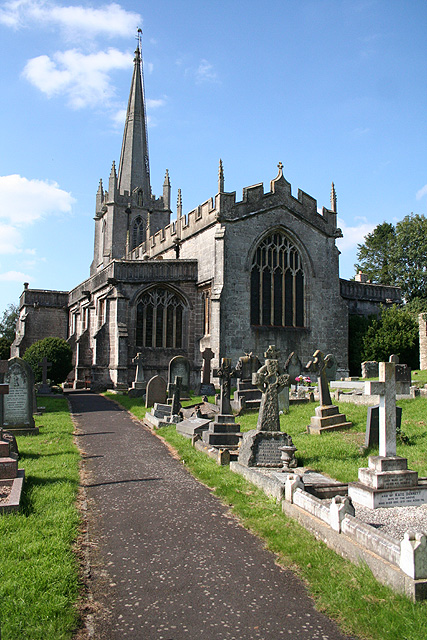
L'église Sainte-Marie de Croscombe.

L'église paroissiale de Croscombe (en) est dédiée à la Vierge Marie. Cette église, qui date pour l'essentiel des XVe et XVIe siècles, constitue un monument classé de grade I depuis 1961.
Le village abrite également un presbytère, The Old Rectory (en). Construit au XVIIe siècle, il a été largement rebâti au XVIIIe siècle dans le style georgien. C'est un monument classé de grade II depuis 1985. Il fait l'actualité en 2014, lorsque les Church Commissioners (en) de l'Église d'Angleterre annoncent qu'ils envisagent de le racheter pour en faire la résidence principale du nouvel évêque de Bath et Wells, Peter Hancock (en). Ce dernier bénéficierait de davantage d'intimité qu'au palais épiscopal (en) de Wells, qui est en partie ouvert au public. Cette annonce donne lieu à de nombreuses protestations, notamment en raison du coût d'achat de 900 000 £, et une commission spéciale mise sur pied par le Archbishops' Council (en) retoque la décision des Church Commissioners quelques mois plus tard,.